# Univers observabil
Universul observabil este o regiune sferică a universului care cuprinde toată materia care poate fi observată de pe Pământ sau de către telescoapele spațiale și sondele de explorare. Există cel puțin 2 trilioane de galaxii în universul observabil. Presupunând că universul este izotrop (uniform în orice direcție), distanța până la marginea universului observabil este aproximativ aceeași în toate direcțiile. Adică universul observabil are un volum sferic centrat pe observator. Fiecare loc din univers are propriul său univers observabil, care se poate suprapune sau nu cu cel centrat pe Pământ.
Cuvântul observabil nu se referă la capacitatea tehnologiei moderne de a detecta lumina sau alte informații de la un obiect. Se referă la limita fizică creată de viteza luminii în sine. Deoarece nici un semnal nu poate călători mai repede decât lumina, orice obiect mai departe de noi decât lumina ar putea călători în vârsta universului (estimată în jurul a 13,799 ± 0,021  miliarde de ani) pur și simplu nu poate fi detectat, deoarece semnalul n-a ajuns la noi încă. Uneori, astrofizicienii disting între universul vizibil, care include numai semnale emise de la recombinare (când s-au format atomi de hidrogen din protoni, electroni și fotoni) — și universul observabil, care include semnale de la începutul expansiunii cosmologice (Big Bang în cosmologia fizică tradițională, sfârșitul epocii inflaționiste în cosmologia modernă).
Conform calculelor, distanța comobilă actuală — distanța dintre două obiecte astronomice făcând abstracție de expansiunea universului, adică folosind o unitate de lungime după expansiunea universului — până la particule din care este formată radiația cosmică de fond, adică raza universului vizibil, este de aproximativ 14 miliarde de parseci (aproximativ 45,7 miliarde de ani-lumină), în timp ce distanța comobilă până la marginea universului observabil este de aproximativ 14,3 miliarde parseci (aproximativ 46,6 miliarde de ani-lumină), cu aproximativ 2% mai mare. De aceea, raza universului observabil este estimată a fi de aproximativ 46,5 miliarde de ani lumină și un diametru de aproximativ 28,5 giga parseci (93 miliarde de ani-lumină), ceea ce este egal cu 880 yottametri. Masa totală a materiei obișnuite din univers poate fi calculată folosind densitatea critică și diametrul universului observabil la aproximativ 1,5 × 1053 kg. În noiembrie 2018, astronomii au raportat că lumina de fundal extragalactică se ridica la 4 × 1084 fotoni.
Pe măsură ce expansiunea universului se accelerează, toate obiectele observabile în prezent vor părea să înghețe în timp, pe măsură ce emit progresiv lumină roșie și mai slabă. De exemplu, obiectele cu deplasare spre roșu actuală z de la 5 la 10 vor rămâne observabile nu mai mult de 4-6 miliarde de ani. În plus, lumina emisă de obiecte aflate în prezent peste o anumită distanță comobilă (în prezent aproximativ 19 miliarde de parseci) nu va ajunge niciodată pe Pământ.

## Universul versus universul observabil
Mărimea întregului univers este necunoscută și ar putea fi infinită ca întindere. Unele părți ale universului sunt prea departe pentru ca lumina emisă de la Big Bang să aibă suficient timp pentru a ajunge la Pământ și, prin urmare, se află în afara universului observabil. În viitor, lumina din galaxiile îndepărtate va avea mai mult timp să călătorească, astfel încât regiuni suplimentare vor deveni observabile. 
Datorită legii lui Hubble, regiunile suficient de îndepărtate de Pământ se extind îndepărtându-se de Terra mai repede decât viteza luminii (relativitatea restrânsă împiedică obiectele din apropierea unei regiuni locale să se miște mai repede decât viteza luminii unul față de celălalt, dar nu există o astfel de constrângere pentru obiectele îndepărtate atunci când spațiul dintre ele se extinde) și, în plus, rata de expansiune pare să fie accelerată din cauza energiei întunecate.
Presupunând că energia întunecată rămâne constantă (o constantă cosmologică neschimbată), astfel încât rata de expansiune a universului continuă să accelereze, există o „limită de vizibilitate viitoare” dincolo de care obiectele nu vor intra niciodată în universul nostru observabil în nici un moment în viitorul infinit, deoarece lumina emisă de obiecte în afara acestei limite nu ar putea ajunge niciodată pe Pământ. (O subtilitate este că, deoarece parametrul Hubble scade odată cu trecerea timpului, pot exista cazuri în care o galaxie care se depărtează de Pământ puțin mai repede decât lumina emite un semnal care ajunge în cele din urmă pe Pământ.) 
Această limită de vizibilitate viitoare este calculată la o distanță comobilă de 19 miliarde de parseci (62 de miliarde de ani-lumină), presupunând că universul va continua să se extindă pentru totdeauna, ceea ce implică că numărul de galaxii pe care le putem observa teoretic în viitorul infinit (lăsând deoparte problema că unele ar putea fi imposibil de observat în practică datorită deplasării spre roșu) este mai mare decât numărul observabil în prezent cu un factor de 2,36.

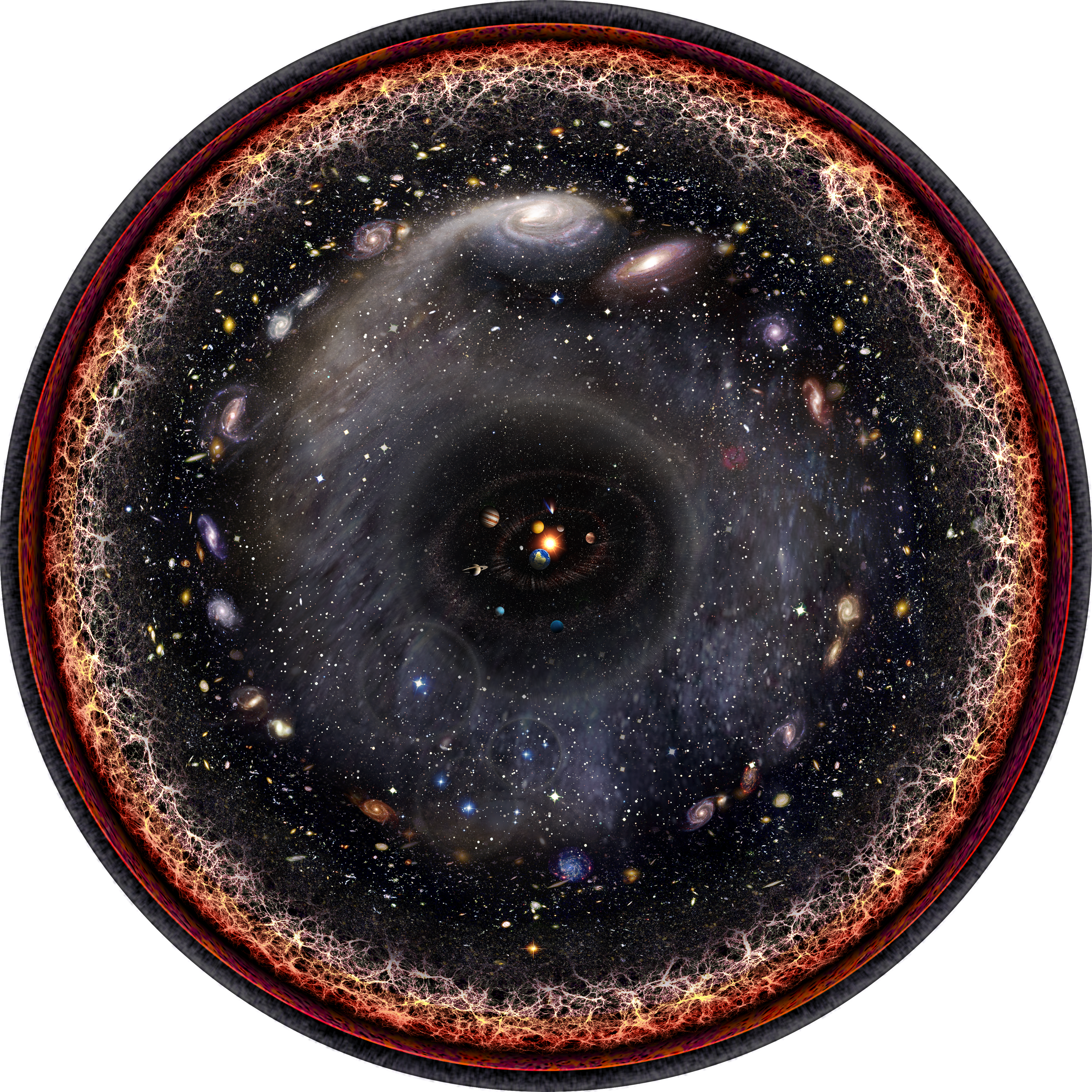
Ilustrație logaritmică a universului observabil cu Sistemul Solar în centru, planetele interioare și exterioare, centura Kuiper, norul Oort, Alpha Centauri, brațul Perseus, Calea Lactee, galaxia Andromeda, galaxiile din apropiere, rețeaua cosmică a roiurilor de galaxii, radiație cosmică de fond și plasma invizibilă a Big Bang-ului la margine. Corpurile cerești par mărite pentru a le aprecia formele.

Deși, în principiu, mai multe galaxii vor deveni observabile în viitor, în practică, un număr din ce în ce mai mare de galaxii se vor deplasa spre roșu din cauza expansiunii continue; atât de multe încât vor părea să dispară din vedere și să devină invizibile. Distanța de Pământ a orizontului de evenimente cosmice se schimbă în timp. De exemplu, distanța actuală până la acest orizont este de aproximativ 16 miliarde de ani-lumină, ceea ce înseamnă că un semnal de la un eveniment care se întâmplă în prezent poate ajunge în cele din urmă pe Pământ în viitor dacă evenimentul este la mai puțin de 16 miliarde de ani-lumină distanță, dar semnalul nu va ajunge niciodată pe Pământ dacă evenimentul se află la mai mult de 16 miliarde de ani-lumină distanță.
Nu există dovezi care să sugereze că granița universului observabil constituie o graniță a universului în ansamblu și nici unul dintre modelele cosmologice principale nu propune că universul are vreo graniță fizică în primul rând, deși unele modele propun că ar putea fi finit, dar nelimitat,  ca un analog cu dimensiuni superioare ale suprafeței 2D a unei sfere care are o zonă finită, dar nu are margine.
Este plauzibil ca galaxiile din universul nostru observabil să reprezinte doar o fracțiune minusculă din totalitatea galaxiile din Univers. Conform teoriei inflației cosmice introdusă inițial de fondatorii săi, Alan Guth și D. Kazanas, dacă se presupune că inflația a început la aproximativ 10−37 secunde după Big Bang, dimensiunea întregului univers este de cel puțin 3×1023 (1,5×1034 ani-lumină) ori mai mare decât universul observabil. Presupunearea plauzibilă în acest calcul este că dimensiunea universul înainte de apariția inflației a fost aproximativ egal cu viteza luminii × vârsta sa.
Dacă universul este finit, dar nemărginit, este de asemenea posibil ca universul să fie mai mic decât universul observabil. În acest caz, ceea ce considerăm a fi galaxii foarte îndepărtate pot fi de fapt imagini duplicate ale galaxiilor din apropiere, formate din lumina care a înconjurat universul. Este dificil să testăm experimental această ipoteză deoarece diferite imagini ale unei galaxii ar prezenta epoci diferite în istoria sa și, în consecință, ar putea să pară destul de diferite. 

## Dimensiune

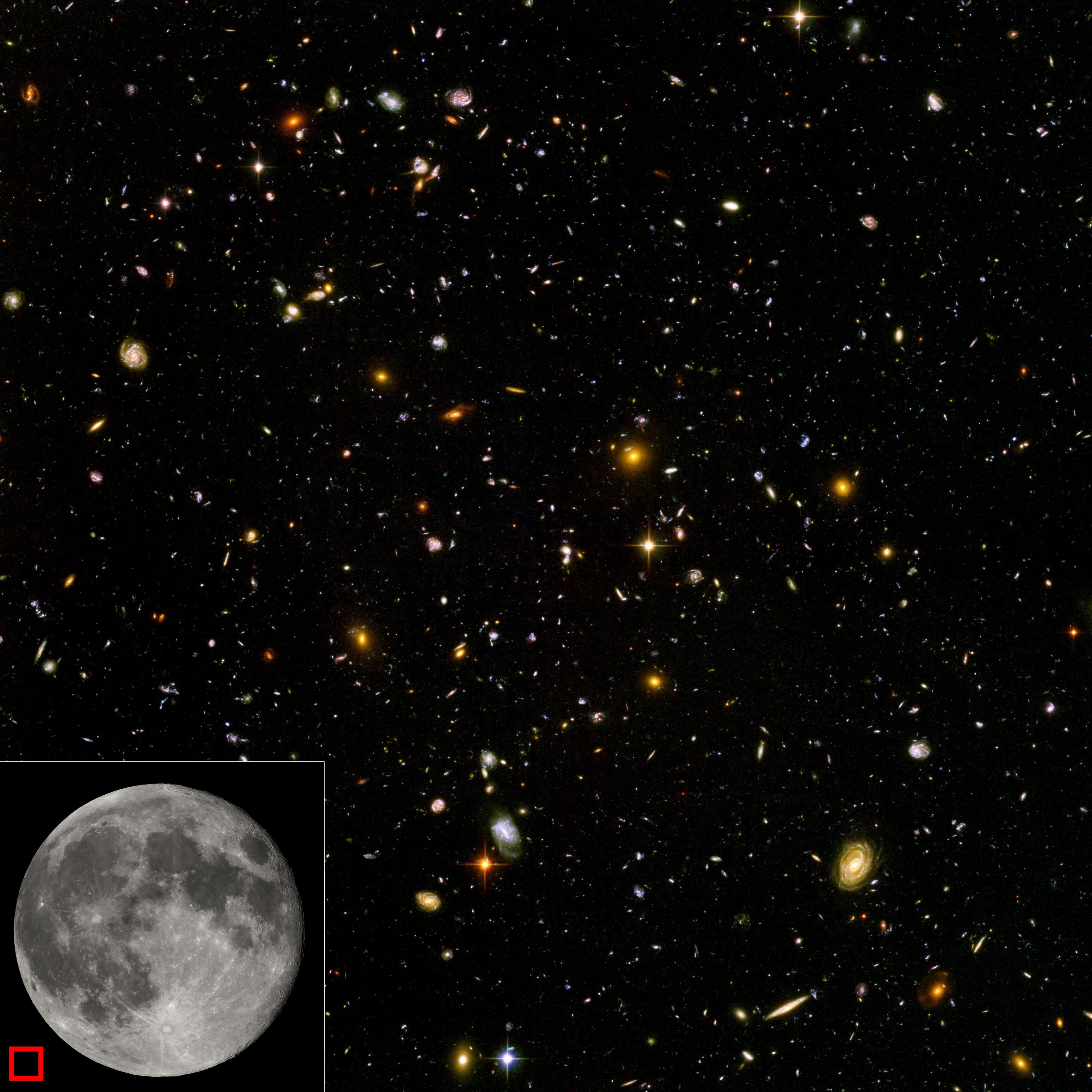
Imagine Hubble Ultra-Deep Field a unei regiuni a universului observabil (echivalent cu dimensiunea zonei cerului afișată în colțul din stânga jos), în apropierea constelației Cuptorul. Fiecare punct luminos este o galaxie formată din miliarde de stele. Lumina de la cele mai mici galaxii deplasate spre roșu a luat naștere în urmă cu aproape 14 miliarde de ani.

Distanța comobilă de la Pământ până la marginea universului observabil este de aproximativ 14,26 giga parseci (46,5 miliarde de ani-lumină sau 4,40 × 1026 metri) în orice direcție. Universul observabil este astfel o sferă cu un diametru de aproximativ 28,5 giga parseci  (93 de miliarde de ani-lumină sau 8,8 × 1026 metri). Presupunând că spațiul este aproximativ plat (în sensul de a fi un spațiu euclidian), această dimensiune corespunde unui volum comobil de aproximativ 1,22 × 104 Gpc3 (4,22 × 105 Giga ani-lumină3 sau 3,57 × 1080 m3).
Cifrele citate mai sus sunt distanțe de acum, nu distanțe la momentul emiterii luminii. De exemplu, radiația cosmică de fond pe care o vedem acum a fost emisă la momentul decuplarii fotonilor, estimată că a avut loc la aproximativ 380.000 de ani de la Big Bang, care a avut loc în urmă cu aproximativ 13,8 miliarde de ani. Această radiație a fost emisă de materia care s-a condensat în cea mai mare parte în galaxii, iar acele galaxii sunt acum calculate la aproximativ 46 de miliarde de ani-lumină de noi. În conformitate cu metrica Friedmann–Lemaître–Robertson–Walker, dacă în prezent primim lumină cu o deplasare spre roșu z, atunci factorul de scară în momentul în care lumina a fost emisă inițial este dat de:
{\displaystyle \!a(t)={\frac {1}{1+z}}}.
Rezultatele WMAP pe durata a nouă ani, combinate cu alte măsurători, dau deplasarea spre roșu a fotonilor declupați ca  z = 1091.64±0.47, ceea ce implică faptul că factorul de scară în momentul decuplării fotonilor ar fi 1/1092,64. Deci, dacă materia care a emis inițial cei mai vechi fotoni de microunde cosmici (CMBR) are o distanță actuală de 46 de miliarde de ani-lumină, atunci în momentul decuplarii când fotonii au fost emiți inițial, distanța ar fi fost de aproximativ 42 de milioane de ani-lumină.

### Concepții greșite cu privire la dimensiunea universului observabil

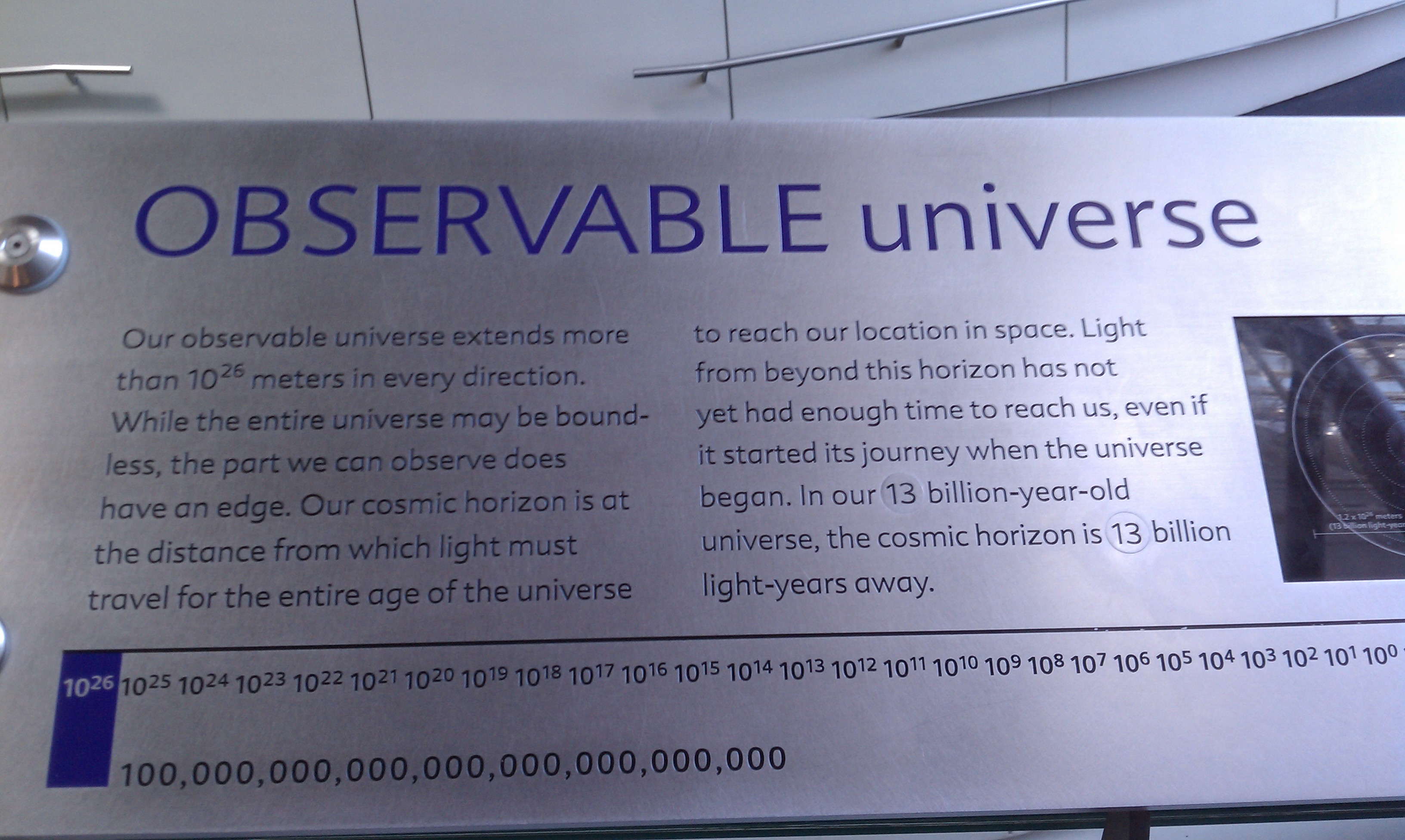
Un exemplu de concepție greșită potrivit căreia raza universului observabil este de 13 miliarde de ani-lumină. Această placă apare la Rose Center for Earth and Space din New York.

Multe surse secundare au raportat o mare varietate de cifre incorecte pentru dimensiunea universului vizibil. Unele dintre aceste cifre sunt enumerate mai jos, cu scurte descrieri ale posibilelor motive pentru aceste concepții greșite.
13,8 miliarde ani-lumină
Vârsta universului este estimată la 13,8 miliarde de ani. Deși se înțelege în mod obișnuit că nimic nu poate accelera la viteze egale sau mai mari decât cea a luminii, este o concepție greșită obișnuită faptul că raza universului observabil trebuie să se ridice la cel mult 13,8 miliarde de ani-lumină. Acest raționament ar avea sens numai dacă concepția plană, statică a spațiu-timp Minkowski, sub relativitate restrânsă, ar fi corectă. În universul real, spațiu-timp este curbat într-un mod care să corespundă extinderii spațiului, așa cum demonstrează legea lui Hubble. Distanțele obținute ca viteza luminii înmulțite cu un interval cosmologic de timp nu au o semnificație fizică directă.
15,8 miliarde ani-lumină
Acest lucru este obținut în același mod ca cifra de 13,8 miliarde de ani-lumină, dar pornind de la o epocă incorectă a universului pe care presa populară a raportat-o la jumătatea anului 2006.
78 miliarde ani-lumină
În 2003, Cornish și colab. au găsit această limită inferioară pentru diametrul întregului univers (nu doar partea observabilă), postulând că universul are dimensiuni finite datorită faptului că are o topologie semnifcativă, cu această limită inferioară bazată pe distanța actuală estimată între punctele pe care le putem vedea pe părțile opuse ale radiației cosmice de fond (CMBR). Dacă întregul univers este mai mic decât această sferă, atunci lumina a avut timp să-l circumscrie de la Big Bang, producând mai multe imagini cu puncte îndepărtate în CMBR, care ar apărea ca modele de cercuri repetate. Cornish și colab. au căutat un astfel de efect la scări de până la 24 de gigaparsecuri (78 Giga ani lumină sau 7,4 × 1026 m) însă nu au reușit să-l găsească și au sugerat că, dacă își pot exinde căutarea la toate orientările posibile, atunci „vor putea exclude posibilitatea ca noi să trăim într-un univers mai mic de 24 Gpc în diametru".
Autorii au estimat, de asemenea, că, cu ajutorul „hărților CMB cu zgomot redus și rezoluție mai mare (din misiunea extinsă a WMAP și din misiunea Planck), vom putea căuta cercuri mai mici și extinde limita la ~28 Gpc”. Această estimare a limitei maxime inferioare care poate fi stabilită prin observații viitoare corespunde unei raze de 14 gigaparseci, sau în jur de 46 de miliarde de ani-lumină, cam la fel cu cifra pentru raza universului vizibil. O lucrare preimprimată din 2012 a aproximativ acelorași autori a extins limita actuală inferioară la un diametru de aproximativ 26 Gpc.
156 miliarde ani-lumină
Această cifră a fost obținută dublând 78 de miliarde de ani-lumină, plecând de la presupunerea că cei 78 de miliarde de ani-lumină reprezintă raza. Deoarece 78 de miliarde de ani-lumină este deja un diametru (lucrarea originală a lui Cornish și colab. spune: „Extindând căutarea la toate orientările posibile, vom putea exclude posibilitatea de a trăi într-un univers mai mic decât 24 Gpc în diametru”, iar 24 Gpc sunt 78 miliarde de ani-lumină), dublarea cifrei este incorectă. Această cifră a fost raportată pe scară largă. Un comunicat de presă al Universității de Stat Montana – Bozeman, unde Cornish lucrează ca astrofizician, a remarcat eroarea spunând „Revista Discover a raportat greșit că universul are 156 miliarde de ani-lumină, considerând că 78 de miliarde reprezintă raza universului în locul diametrului său”. După cum s-a menționat mai sus, cifra de 78 de miliarde de ani-lumină a fost, de asemenea, incorectă.
180 miliarde ani-lumină
Această estimare combină cifra eronată de 156 de miliarde de ani-lumină cu dovezi conform cărora Galaxia M33 este de fapt cu 15% mai departe decât estimările anterioare și că, prin urmare, constanta Hubble este cu 15% mai mică. Cifra de 180 de miliarde se obține adăugând 15% la 156 miliarde de ani-lumină.

## Structura pe scară largă a universului

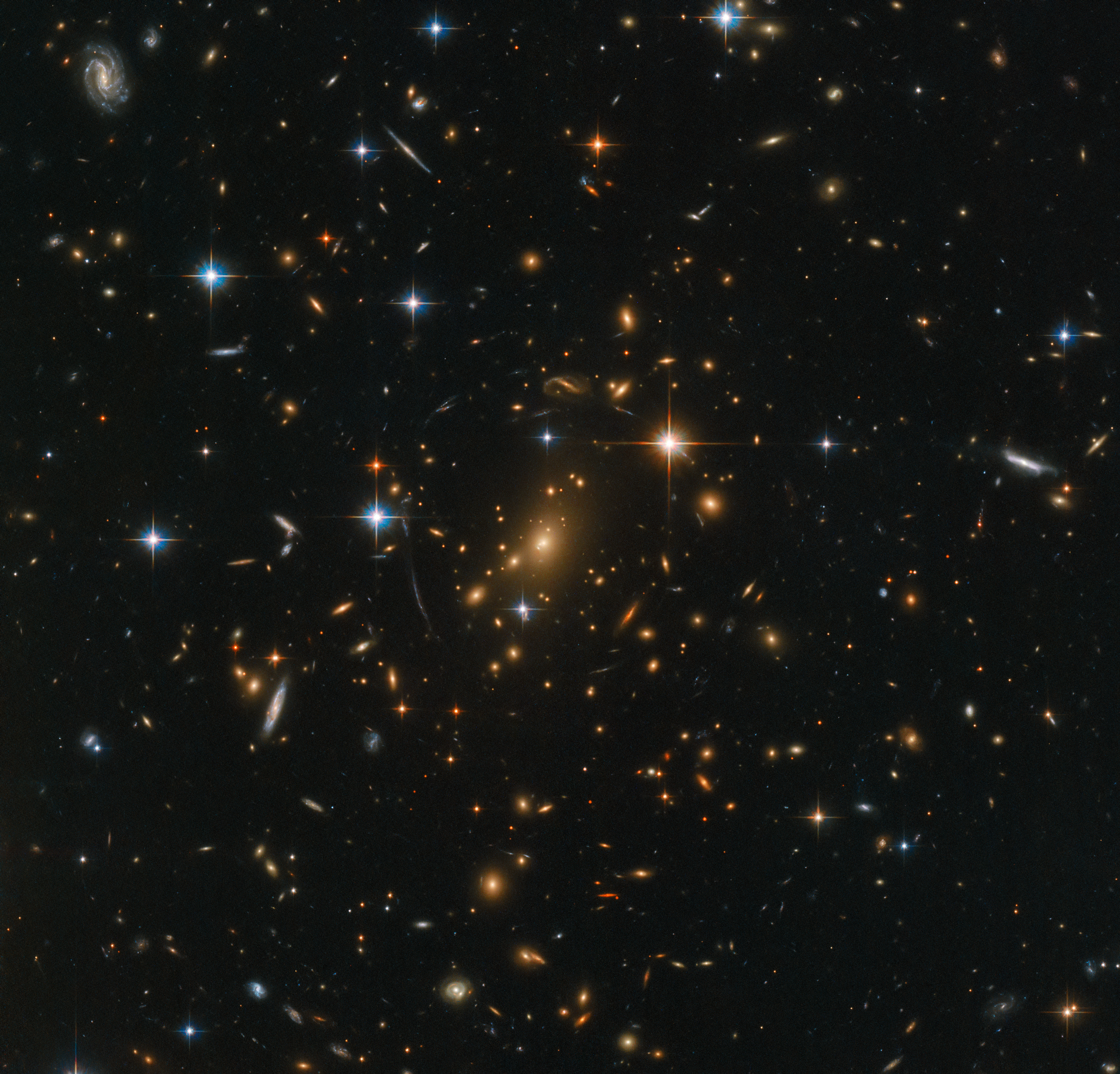
Roiurile de galaxii, precum RXC J0142.9+4438, sunt nodurile web-ului cosmic care pătrund în întregul Univers.

Deja la începutul secolului XX, se știa că stelele sunt grupate în roiuri de stele, care, la rândul lor, formează galaxii. Ulterior, s-au descoperit roiuri de galaxii, super-roiuri de galaxii. Un super-roi - cel mai mare tip de asociere de galaxii, include mii de galaxii. Organizarea structurii universului pare să urmeze un model ierarhic de organizare până la scara de super-roi și filamente. Ar fi rezonabil să presupunem că această ierarhie se extinde și mai mult, dar în anii '90 Margaret Geller și John Hucra au găsit că la scări cuprinse între 30 și 200 de megaparseci nu pare să existe o structură continuă, fenomen care a fost denumit Sfârșitul Măreției.

### Pereți, filamente, noduri și goluri

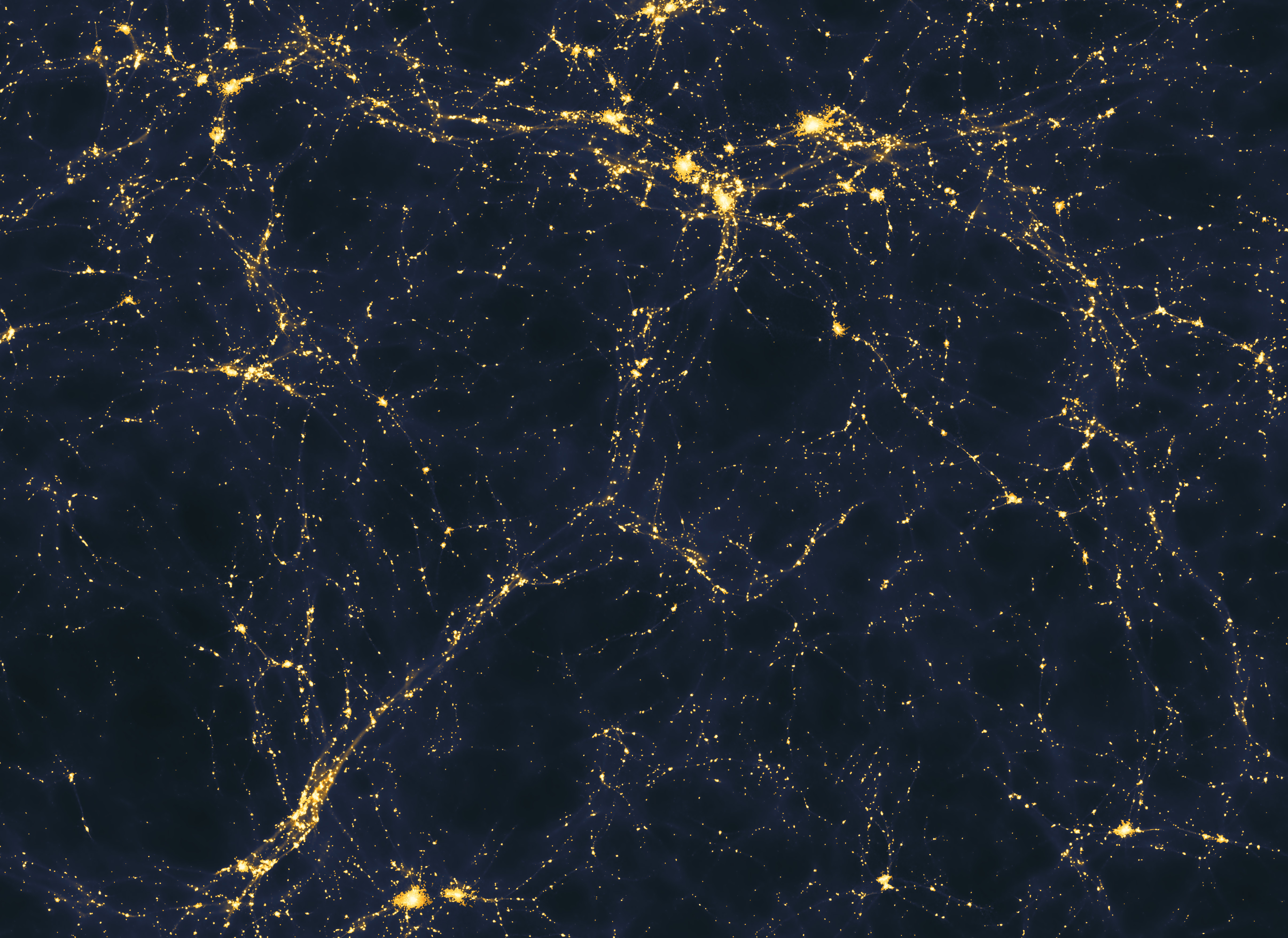
Imagine simulată pe computer a unei zone de spațiu de peste 50 de milioane de ani-lumină, prezentând o posibilă distribuție pe scară largă a surselor de lumină în univers

Organizarea structurii începe probabil la nivel stelar, deși majoritatea cosmologilor abordează rar astrofizica la această scară. Urmează galaxii, grupuri de galaxii, roiuri, super-roiuri de galaxii, pereți și filamente, care sunt separate prin goluri imense, creând o vastă structură asemănătoare spumei numită uneori „rețe cosmică”. Înainte de 1989, se presupunea că grupurile de galaxii erau cele mai mari structuri existente și că acestea erau distribuite mai mult sau mai puțin uniform în întregul univers în toate direcțiile. Totuși, de la începutul anilor 1980, au fost descoperite tot mai multe structuri. În 1983, Adrian Webster a identificat Webster LQG, un grup mare de quasari format din 5 quasari. Descoperirea a fost prima identificare a unei structuri la scară largă și a extins informațiile despre gruparea cunoscută a materiei în univers.
În 1987, Robert Brent Tully a identificat Super-roiul Pești-Balenă, filamentul galaxiei în care se află Calea Lactee. Are aproximativ 1 miliard de ani-lumină de la un cap la altul. În același an, a fost descoperită o regiune neobișnuit de mare, cu o distribuție de galaxii mult mai mică decât media, Vidul Uriaș, care măsoară 1,3 miliarde de ani lumină. În 1989 Margaret Geller și John Huchra au descoperit „Marele Zid”, un strat de galaxii de  peste 500 de milioane de ani-lumină lungime, 200 de milioane de ani-lumină lățime și doar 15 milioane de ani-lumină grosime. Doi ani mai târziu, astronomii Roger G. Clowes și Luis E. Campusano au descoperit un grup mare de quasari  care măsoară două miliarde de ani-lumină în cel mai larg punct al său, și care era cea mai mare structură cunoscută din univers în momentul anunțării sale. În aprilie 2003, a fost descoperită o altă structură pe scară mare, „Sloan Great Wall”. În august 2007, a fost detectat un posibil super-vid în constelația Eridanul.
În prezent, reprezentarile în spatiul deplasărilor spre roșu arată o structură asemănătoare spumei de bărbierit, caracterizată de regiuni lipsite de galaxii, net delimitate, separate prin regiuni, “pereti” de concentratie mare a galaxiilor. Aceste caracteristici se întind la toate scalele de analiză, ajungând la dimensiuni de 150 Mpc (roiul din Coma) sau 80 Mpc (diametrul golului din Bootes). O altă structură la scară largă este Proto-roiul SSA22, o colecție de galaxii și bule enorme de gaz care măsoară aproximativ 200 de milioane de ani-lumină. În 2011, a fost descoperit un grup mare de quasari, U1.11, care măsoară aproximativ 2,5 miliarde de ani-lumină. La 11 ianuarie 2013, a fost descoperit un alt grup mare de quasari, Huge-LQG , care a fost măsurat la 4 miliarde de ani-lumină, cea mai mare structură cunoscută din univers la acea vreme.
În noiembrie 2013, astronomii au descoperit Marele Zid Hercules-Corona Borealis, o structură cu o lungime de 10 miliarde de ani-lumină. A fost definită prin cartografierea exploziilor cu raze gamma.

## Cele mai îndepărtate obiecte
Cel mai îndepărtat obiect astronomic, anunțat încă din 2016, este o galaxie clasificată GN-z11. În 2009, s-a descoperit că o explozie de raze gamma, GRB 090423, avea o deplasare spre roșu de 8,2, ceea ce indică faptul că steaua care se prăbușea a explodat când universul avea doar 630 de milioane de ani. Explozia a avut loc acum aproximativ 13 miliarde de ani. Distanța corespunzătoare pentru o deplasare spre roșu de 8,2 ar fi de aproximativ 9,2 Gpc, sau aproximativ 30 de miliarde ani-lumină. 
Un alt deținător de record pentru cel mai îndepărtat obiect este o galaxie observată și situată dincolo de Abell 2218, de asemenea, cu o distanță de deplasare ușoară de aproximativ 13 miliarde de ani-lumină față de Pământ, cu observații de la telescopul Hubble care indică o deplasare spre roșu între 6,6 și 7,1 și observații de la telescoapele Keck indicând o deplsare spre roșu către capătul superior al acestui interval, în jurul valorii de 7. Lumina galaxiei care poate fi observată acum pe Pământ ar fi început să emane de la sursă la aproximativ 750 de milioane de ani după Big Bang.

## Orizonturi
Limita de observabilitate în universul nostru este stabilită de un set de orizonturi cosmologice care limitează măsura în care putem obține informații despre diverse evenimente din univers. Cel mai cunoscut orizont este orizontul de particule care stabilește o limită a distanței precise care poate fi văzută datorită vârstei finite a universului.